# 沃克索普
沃克索普（英語：Worksop）是英格蘭的一個城鎮，位於設菲爾德東北19英里（31），2012年時人口估計有44,970人。